# Рангова корона

Герб і корона римсько-німецьких королів, приблизно 1433—1486 рр.

Рангова корона — частина геральдики (див. також геральдична корона) і зазвичай розташовані на гербі, а повний герб також розміщений на мантії. У першому випадку є багато зображень гербів, які складаються лише зі щита та корони чину.
На відміну від цього, гербовий шолом завжди потрібен для представлення шоломної корони, яка знаходиться на гербі. Замість корони на шоломі в ХІІІ столітті був поширений лише буралет. Це було використано для кріплення кришки шолома знизу та коштовності шолома над нею. Згодом буралет у шляхетських гербах довелося замінити шоломною короною або рідше її розміщували безпосередньо на буралеті. Шоломна корона в шляхетських гербах (фр. couronne de noblesse, англ. crown, coronet) набула символізму з XV століття. Так позначали ранг знатних, а пізніше також патриціанських родин.
Лише в другій половині XVI століття прерогативою шляхетства стало нагородження перловими коронами за шляхетські дипломи; у минулому короновані шоломи були зарезервовані лише для княжих осіб. Корони рангу не відрізняють від ураделя від бріфаделя. Стара нетитулована шляхта (Uradel) часто використовувало більш приємну баронську корону з семи перлин із різноманітними оманливими аргументами. Законна корона з п'яти перлин недостатньо прикрашена і часто саме з цієї причини не використовується. Завданням канцелярій герольда було стежити за правильним використанням корон рангу.

## Рейтинг корон в німецькомовному просторі

### Священна Римська імперія
|  | імператорська корона                | Імператорська корона часто являє собою корону з митрою, в якій митра, повернута на дев'яносто градусів, з'являється під дужкою, що піднімається вгору від кільця корони. Пізніші дизайни лише натякають на цю форму митри з металевими пластинами, що оточують оксамитовий ковпачок. |
|  | королівська корона (Богемія)        | Корона святого Вацлава іноді з'являється як корона у щиті на імператорському гербі Йосипа II. |
|  | новий курхут / герцогська шапка     | Курхут має п'ять видимих бантів з кулею вгорі та манжет із п'ятьма дужками горностая, іноді також використовується як герцогський капелюх. Між дужками видно повну фіолетову підкладку.                                                                                              |
|  | старий курхут                       | Попередня форма курхута показує лише дугу і кулю. |
|  | старіший курхут                     | Давніший курхут не має дуги, а замість імператорської кулі має хвіст горностая. |
|  | шапка ерцгерцога                    | |
|  | герцогська шапка                    | Герцогська шапка Штирії походить до старих типів герцогських шапок/корон і досі використовується в гербі Штирії. |
|  | герцогська корона                   | Герцогська корона схожа на герцогську шапку, але замість манжета з горностаєм має прикрашений дорогоцінними каменями обруч із зубцями листя. |
|  | князівська шапка                    | Князівська шапка має три помітні дуги з кулею вгорі та горностайовий манжет із п'ятьма дужками. Між дугами видно повну фіолетову підкладку. |
|  | князівська корона                   | Княжа корона являє собою золотий, інкрустований каменем обруч з п'ятьма листовими зубцями та пурпуровою шапкою, оточеною трьома видимими дугами, з кулею у верхній частині. На княжій шапці замість обруча зображено горностаєвий манжет із трьома дужками.                          |
|  | сучасна графська корона             | На графській короні видно дев'ять шипів із срібними перлами на золотому обручі (подібному до шляхетської корони). Деякі старші імперські графські роди використовували корони, на зубцях яких по черзі зображено п'ять листків і чотири перлини.                                     |
|  | сучасна баронська корона            | «Новіша» форма баронської корони складається із золотого обруча (схожого на шляхетську корону), на якому видно сім шипів, усіяних срібними перлами. |
|  | шляхетська корона та гербова корона | Старовинна шляхетська корона нетитулованої нижчої знаті ідентична короні шолома і являє собою золотий обруч, усипаний перлами та камінням, який має вісім зубців у верхній частині, п'ять з яких видно. З них середні і зовнішні утворені листочками, а інші мають перлини.          |
|  | сучасна шляхетська корона           | Новіша шляхетська корона нетитулованої шляхти, особливо використовувана поштовою знаттю, має загалом п'ять срібних перлин замість листових зубців. Обруч корони золотий, оздоблений перлами та дорогоцінним камінням (зазвичай у вигляді сапфірів та рубінів).                       |

### Корони, які зазвичай використовуються з 1803/1806
|  | імператорська корона (Корона Карла Великого 1804—1806) | Після створення спадкової імперії в Австрії імператорська корона вперше була використана в імперському гербі як геральдична корона, увінчуючи тут орла. |
|  | імператорська корона (Австрія з 1804 р.)               | Австрійська імперія приймає домашню корону Рудольфа II як імператорську корону та як геральдичну корону. |
|  | сучасна королівська корона                             | (Сучасна) королівська корона, запроваджена Вюртембергом і Саксонією, демонструє золотий обруч з дорогоцінними каменями з п'ятьма видимими дугами, укріпленими дорогоцінним камінням у середині дуги та перлами по краю дуги. Простір під дугами порожній.                                                                                   |
|  | сучасна великокнязівська корона                        | Корона великого князя складається з золотого обруча, прикрашеного коштовними каменями, з п'ятьма видимими перламутровими дугами та чотирма листовими зубцями, перерваними меншими перлинними зубцями. Наполовину заповнена під дугами фіолетовою шапочкою. Однак ця корона іноді також використовується і визнається як королівська корона. |
|  | вінець піднесення                                      | Деякі медіатизовані графи та менші княжі роди, які мали право звертатися до них як піднесені, носили корону, з якої піднімався пурпурний ковпак без дуг, усіяний кулею у випадку глави родини та маленьким горностаєвим хвостом у випадку вживання нащадками.                                                                               |

### Німецька імперія
З регулюванням герба для Німецької імперії також були створені нові геральдичні корони для імператорів, імператриць і кронпринців. Точний дизайн корон зазнав незначних змін від Вільгельма II, що також можна побачити, наприклад, у зміненому імперському гербі. Геральдична імператорська корона походить від римсько-німецької імператорської корони та розроблена відповідно до стилю того часу. Усі три геральдичні корони існують лише як такі, проєкти не були реалізовані як справжні корони. Королівства Баварія та Пруссія для геральдичних корон своїх гербів прийняли зовнішній вигляд справжніх королівських корон. Інші держави, як правило, використовували геральдичні корони, які вже були поширені за часів Священної Римської імперії.
|  | імператорська корона Вільгельміна | На короні зображено чотири більші та чотири менші золоті пластини, розташовані одна біля одної у восьмикутнику, заокруглені у верхній частині та прикрашені діамантами з блискучим огранюванням. На кожній з більших плит зображено великий хрест, який під кутом розташовано два менших хрести; кожна маленька пластина містить орла з восьмикутною зіркою, що ширяє над його головою. Золоті, багато прикрашені кронштейни спираються на більші пластини, які закінчуються листковим орнаментом на верхівці корони, яка несе синю імператорську кулю, прикрашену камінням. Корона обшита золотом і охоплює низький ковпак із золотої парчі з візерунком імператорських орлів та імператорських корон. |
|  | імператриця                       | Корона має чотири ремінці, які охоплюють золотий парчовий ковпак. Пов'язка прикрашена безліччю рубінів і діамантів і обшита золотою тканиною. |
|  | імператорський кронпринц          | Корона пруссько-німецького кронпринца складається з усипаного дорогоцінними каменями пов'язки, яка у верхній частині почергово прикрашена чотирма хрестами та чотирма орлами з діамантів. Чотири золоті, всипані перлами та багато прикрашені луки закінчуються листковим орнаментом на верхівці корони, яка несе синю імператорську кулю, прикрашену камінням. В оточенні стремен з'являється низька червона оксамитова шапка з підкладкою такого ж кольору. Форма хрестів змінювалася з часом від тих, що більше нагадували залізний хрест, до більш вишуканих форм. |
|  | прусська королівська корона       | Корона Вільгельма II, або корона Гогенцоллернів, була зроблена в 1888 році для коронації Вільгельма як короля Пруссії (так і не відбулося). Вона дуже схожа на оригінальну корону Прусського королівства. У неї золота пов'язка, прикрашена діамантами. Основи восьми дужок корони, кожна з яких прикрашена 10 діамантами з блискучим огранюванням, покриті флеронами, виготовленими з чотирьох діамантів з блискучим огранюванням, між якими височіють перлинні зубці. Великий сапфір виглядає як куля. |
|  | баварська королівська корона      | Корона Баварського королівства була розроблена та виготовлена після піднесення Баварії до королівства за посередництва придворного ювеліра Боргніса у Франкфурті-на-Майні в тій самій паризькій майстерні, з якої вийшли коронні знаки Наполеона I. Зберігається в скарбниці Мюнхенської резиденції. Корона також використовувалася як геральдична корона Баварії. Від звичайних королівських корон він відрізняється головним чином тим, що на короні луки оздоблені дорогоцінним камінням замість перлів. Однак показана тут ілюстрація Гуго Штроля в деяких деталях відрізняється від геральдичної корони, яку влада використовує в гербі.                                                           |

## Корони в існуючих монархіях

### Бельгія

Герб Бельгії з королівською короною

Королівство Бельгія зберегло багато корон рангу після відділення від Нідерландів, але є також відмінності, які часто простежуються до спадщини Іспанських Нідерландів або Священної Римської імперії.
|               |               |                |        |                |         |
| король        | принц         | князь (старий) | герцог | маркіз         | граф    |
|               |               |                |        |                |         |
| граф (старий) | граф (старий) | віконт         | барон  | барон (старий) | шевальє |

### Данія
|        |                 |       |        |        |      |       |         |
| король | спадковий принц | принц | герцог | маркіз | граф | барон | шляхтич |

### Велика Британія
У офіційному вживанні англійської мови слово crown використовується для позначення корони монарха, а всі інші корони називаються сoronets «коронетами». У перстві дизайн корони показує ранг її власника.
Особа, уповноважена носити корону рангу, зазвичай відображає її на своєму гербі над щитом і під шоломом.
Члени британської королівської родини мають корони на своїх гербах і мають право носити їх на коронаціях. Іноді королівськими довіреностями для фізичних осіб дозволяються різні версії.
|  | король / королева Імператорська/тюдорівська корона | 1902-1953 і з 2022р |
|  | король / королева корона святого Едуарда           | 1953-2022 |
|  | король / королева Шотландія                        | |
|  | спадкоємець трону                                  | Спадкоємцю престолу зазвичай присвоюють титул принца Валлійського, але спадкоємець престолу має право на корону в силу свого статусу спадкоємця.                                                                |
|  | принц чи принцеса син або дочка монарха            | |
|  | принц чи принцеса (діти сина монарха)              | |
|  | принц чи принцеса (діти дочки монарха)             | |
|  | британська герцогська корона                       | Корона герцога являє собою багато вигравіруваний кільце, з якого піднімаються вісім листків полуниці, за ними пурпурний оксамитовий ковпачок, що завершується золотою китицею вгорі та кільцем горностая внизу. |
|  | стара форма англійського герцогського капелюха     | |
|  | корона британського маркіза                        | Корона маркграфа (маркіза) має чотири листки полуниці та чотири срібні кулі, які називаються перлами. |
|  | графська корона                                    | Графська корона має вісім листочків полуниці та вісім перлин, які сидять на зубцях. |
|  | корона британського віконта                        | Корона віконта має лише дванадцять срібних перлин і жодного листя полуниці. |
|  | британська баронська корона                        | Корона барона або лорда парламенту має лише шість срібних перлин і жодного листя полуниці. |

### Нідерланди
|        |       |        |        |      |         |       |       |         |
| король | принц | герцог | маркіз | граф | бурграф | барон | лицар | шляхтич |

### Норвегія
Норвезька система рангових корон схожа на системи Данії та Швеції.
|        |               |                 |        |        |      |       |         |
| король | Король (1905) | наслідний принц | герцог | маркіз | граф | барон | шляхтич |

### Швеція
Шведська система корони вважається особливо архаїчною і консервативною.
|        |                 |        |      |       |         |
| король | наслідний принц | герцог | граф | барон | шляхтич |

### Іспанія
|        |                      |                        |                        |                         |                       |                        |
| монарх | спадкоємець престолу | інфант титул немовляти | гранди                 | герцог                  | маркіз                | граф                   |
|        |                      |                        |                        |                         |                       |                        |
| віконт | барон                | сеньйор/дон            | стара корона кабальєро | стара герцогська корона | стара графська корона | стара баронська корона |

## Корони рангів у занепалих монархіях

### Франція

#### Старий режим
Найважливішою фігурою в рейтинговій системі є лілія Бурбона, яку носять на обручі корони замість звичайних зубців листя. Він зарезервований виключно для короля, його найближчих прямих родичів і нащадків королівської лінії.
|  | король                              | Королівська корона — типова корона з дугами, але замість звичайної кулі з хрестом завершується лілією (іноді на земній кулі).                                                                                            |
|  | дофін                               | З кільця з п'ятьма зубцями лілії виступають чотири дуги, які виконані за моделлю дельфінів, а на вершині виступає лілія. Див. Корона дофіна.                                                                             |
|  | інфанти Франції                     | Діти монарха (Princes du Sang Royal/Enfants de France) носять обруч з п'ятьма зубцями лілій. |
|  | принц дю санг                       | Нащадки королівських родів (принці дю Санг) також носять корону з обруча, але лише з трьома зубцями лілії, між якими вставляється зубець листя.                                                                          |
|  | герцог і пер Франції                | Пери Франції мають оксамитовий ковпак, піднятий у корону з китицею нагорі. |
|  | герцог                              | Французький герцог носить відкриту корону з п'ятьма зубцями. |
|  | маркіз і пер Франції                | Пери Франції мають оксамитовий ковпак, піднятий у корону з китицею нагорі. |
|  | маркіз (маркіз)                     | Маркіз носить відкриту корону з трьома зубцями листя і між ними двома перлинними зубцями, на кожному з яких прикріплено по три перлини. Стара форма маркізової корони має три зубці, кожен з перлиною між зубцями листя. |
|  | граф і пера Франції                 | Пери Франції мають оксамитовий ковпак, піднятий у корону з китицею нагорі. |
|  | конт (граф)                         | Граф носить кільце-корону з дев'ятьма перлинними зубцями. |
|  | краф (стара форма)                  | Стара форма графської корони мала по три перлини ліворуч, праворуч і на середньому зубці замість однієї. |
|  | віконт                              | Віконт носить корону з п'ятьма перлинними зубцями. |
|  | відам                               | Корона рідкісного титулу відам незвичайна тим, що має три перехрещених зубця. |
|  | барон                               | Корона барона являє собою просте кільце з ниткою перлин, тричі закрученою навколо. |
|  | шевальє (корона володарів прапорів) | Прапороносці шевальє носять просте кільце на короні. |
|  | Шевальє (буралет)                   | Шевальє має двоколірний буралет. |

#### Наполеонівська імперія
Наполеон Бонапарт створив власну нову геральдичну систему, у якій усі корони чинів були в основному замінені шапками (біретами / токами). З кінцем його правління система знову зникла на користь старої традиційної системи рангових знаків.
|           |              |                  |       |        |      |       |         |
| імператор | боннет честі | суверенний принц | принц | герцог | граф | барон | шевальє |

### Італія

#### Королівство Італія (1861—1946)
Італійська система багато в чому схожа з іспанською та французькою, але має й відмінності. До появи королівства в Італії не було керівного органу для використання корон рангу. Основою італійської коронної системи рангів був декрет про елементи зовнішнього герба 4 березня 1870 року. Після заснування Consulta Araldica del Regno d'Italia, комісії герольдів, підпорядкованої міністерству внутрішніх справ, відповідальної за всі справи геральдики та шляхетства, були зроблені зусилля для створення нормативної бази для королівства; так 1 січня 1890 р. були урегульовані герби та з ними рангові корони королівського дому. Водночас було виявлено бажання врахувати попереднє різноманіття, про що було зазначено в наступному розпорядженні 13 квітня 1905 року (продовжено 7 червня 1943 р.) призвели до розрізнення між «нормальними» коронками та тими, що використовувалися до Рісорджименто, так званими толерантними коронками.
|  | король    |
|  | кронпринц |
|  | принц     |
|  | герцог    |
|  | маркіз    |
|  | граф      |
|  | віконт    |
|  | барон     |
|  | шляхтич   |
|  | лицар     |
|  | патрицій  |
|  | провінція |
|  | місто     |
|  | комуна    |

#### Італійські держави до 1861 року
|                         |                |                      |                     |
| тіара (Папська область) | корона Тоскани | шапка дожа (Венеція) | корона (Сан-Марино) |

### Росія
Російська система була приблизно заснована на рангах сусідніх країн.
|     |                    |      |       |          |
| цар | Князь (піднесений) | граф | барон | дворянин |

## Інші приклади
|  | королівська корона Угорщини              | Корона Святого Іштвана — королівська корона Угорського королівства, найважливіший і єдиний дійсний предмет угорських коронаційних знаків. Пенділії — ремінісценція. Вони вшановують створення корони. Діадема, вінок перемоги кріпилися до шолома шнурами. З цього розвинулась крона. |
|  | королівська корона Румунії               | Сталева корона Королівства Румунія виготовлена зі сталі та виготовлена з литої сталевої гармати, захопленої румунською армією в Плевені (Болгарія) у османів під час Війни за незалежність Румунії (1877—1878).                                                                       |
|  | корона Великого князівства Трансільванії | |
|  | корона Болгарського царства              | |
|  | корона віце-короля Єгипту                | |
|  | корона шаха Персії                       | |
|  | східна зубчаста крона                    | За традицією, зубці символізують дванадцять місяців року. |
|  | мурована корона                          | Настінна корона символізує вільну буржуазію. |
|  | Корона Берлінської стіни                 | |
|  | корабельна корона                        | Морська корона є відмінною рисою англійських гербів. |
|  |                                          | Російська форма настінної корони |